# Келераба
Келераба (лат. B. oleracea var. gongylodes) култивар је (узгојена сорта) дивљег купуса, биљке из фамилије Brassicaceae. Узгаја се ради исхране људи, а од биљке користи се стаблова кртола. Име потиче од немачких речи Kohl (купус) и Rübe /Rabi (репа) јер подсећа на ове биљке.
Келераба се може јести свежа или кувана. Одликује се великим садржајем угљених хидрата (посебно дисахарида), витамина C, калијума и има значајну енергетску вредност (103 kJ).

## Етимологија
Име потиче од германске речи Kohl („купус”) плус Rübe ~ Rabi (швајцарско немачка варијанта) („репа”), јер натечено стабло подсећа на потоње. Келераба је поврће које се често конзумира у земљама немачког говорног подручја и америчким државама са знатном популацијом немачког порекла, као што је Висконсин. Ово поврће је исто тако популарно у северном делу Вијетнама, где се назива су хао, и у источним деловима Индије (Западном Бенгалу) и Бангладешу, где се назива ол копи. Оно је исто тако присутно у Кашмирској долини у северној Индији и тамо је познато као монџ-хах, при чему монџ означава округли део, а хах лиснати део. Ово поврће се назива нол кол у северној Индији, навалкол у Махараштри, навилу косу у Карнатаки и нол кол у Шри Ланки (репни купус). Ово поврће се узгаја на Кипру, где је познато као кулумпра („κουλούμπρα”).

## Опис
Келераба је једногодишња купусњача и она се највише гаји у башти. Корен келерабе је вретенаст или разгранат са слабо развијеним бочним жилицама. Стабло у приземном делу нагомилава хранљиве материје, тако одебљава и добија округао, овалан или јајаст облик. Маса овог задебљалог стабла (кртоле) може достићи и преко 500 g. Има мали садржај целулозе, али његовим старењем се повећава садржај целулозе и биљка губи на квалитету. Задебљало стабло је беле, светлозелене или љубичасте боје. Лист келерабе је са дугом лисном дршком, издужен и назубљен по ивици. Може бити светлозелене, тамнозелене и љубичасте боје. Цвет је ситан као код осталих купусњача, а цваст је растресита метлица са 300—600 цветова.
Сорте келерабе су:
- Бечка бела
- Бечка плава
- Деликатес бели
- Деликатес плави
- Голијат бели и др.

## Услови узгоја
Келераба је осетљива на ниске температуре и недостатак воде, па се због тога мора током целе вегетације уједначено и редовно заливати. Потребна је влажност земљишта 70%. Најбоље успева на лаким земљиштима неутралне до слабокиселе реакције. За што бољи принос, потребно је ђубрити органским ђубривима.
При гајењу келерабе у заштићеном простору температура се мора одржавати изнад 7 °C, јер ако је нижа, већи број биљака пролази кроз стадијум јеровизације (на температури од 2 °C до 7 °C) и даје генеративне органе. Чак и краткотрајна висока температура преко 25 °C доводи до значајних оштећења. Оптимална температура за гајење у јануару је 10-12 °C дању и 6-8 °C ноћу, у фебруару и новембру 12-15 °C , односно 8-10 °C ноћу, у марту, априлу и октобру 15-18 °C дању, односно 10-12 °C ноћу и у децембру 8-10 °C дању и 4-6 °C ноћу. Келераба није осетљива на недостатак светлости.

## Технологија производње
Келераба се гаји као претходна и накнадна култура, а веома често и као међуусев између редова салате, краставца, парадајза. За садњу келерабе је потребно 300—500 g семена за 1 ha. Она се обавља на растојању редова 25—50 cm и у реду 25—30 cm.
Време производње келерабе
| Начин производње       | Сетва        | Садња       | Почетак бербе |
| ---------------------- | ------------ | ----------- | ------------- |
| рана са агротекстилом  | 1. 1—5. 2.   | 1. 3—25. 3. | 4. 5—15. 5.   |
| отворено поље-пролећна | 15. 2—25. 3. | 1. 4—1. 5.  | 15. 5—16. 6   |
| летња                  | 28. 4—15. 6. | 1. 6—15. 7. | 15. 7—30. 8.  |
| јесења                 | 21. 6—20. 7. | 23.7—25. 8. | 4. 9—25. 10.  |

Берба се обавља када задебљало стабло достигне пречник 5—8 cm. Биљке се чупају, оштрим ножем се одсецају корен и листови. Принос келерабе зависи од сорте и износи 10—30 t/ha, а у заштићеном простору се креће од 0.5 до 3 kg/m².
Производња семена келерабе је иста као код купуса. У првој години се производе изводнице које се крајем октобра саде на стално место. Изводнице се саде у бразде на растојању 80—100 cm са растојањем у реду 25—30 cm. Биљке се загрћу земљом. Принос семена је 200 до 300 kg/ha.

## Лековита својства
Келераба је добра за јачање имунитета јер садржи витамин C, који такође подстиче апсорпцију гвожђа одговорног за снабдевање крви кисеоником. Позитивно делује на кардиоваскуларни систем и смањује ниво лошег холестерола у крви. Утиче на стабилизацију нивоа шећера у крви, па се препоручује код људи који болују од хипогликемије и дијабетеса. Редовним конзумирањем келерабе смањује се и ризик од појаве камена у бубрегу, помаже у превенцији карцинома дебелог црева, позитивно делује на здравље костију, лимфни систем, везивно ткиво, зубе и десни.